# Gunnar Tolnæs

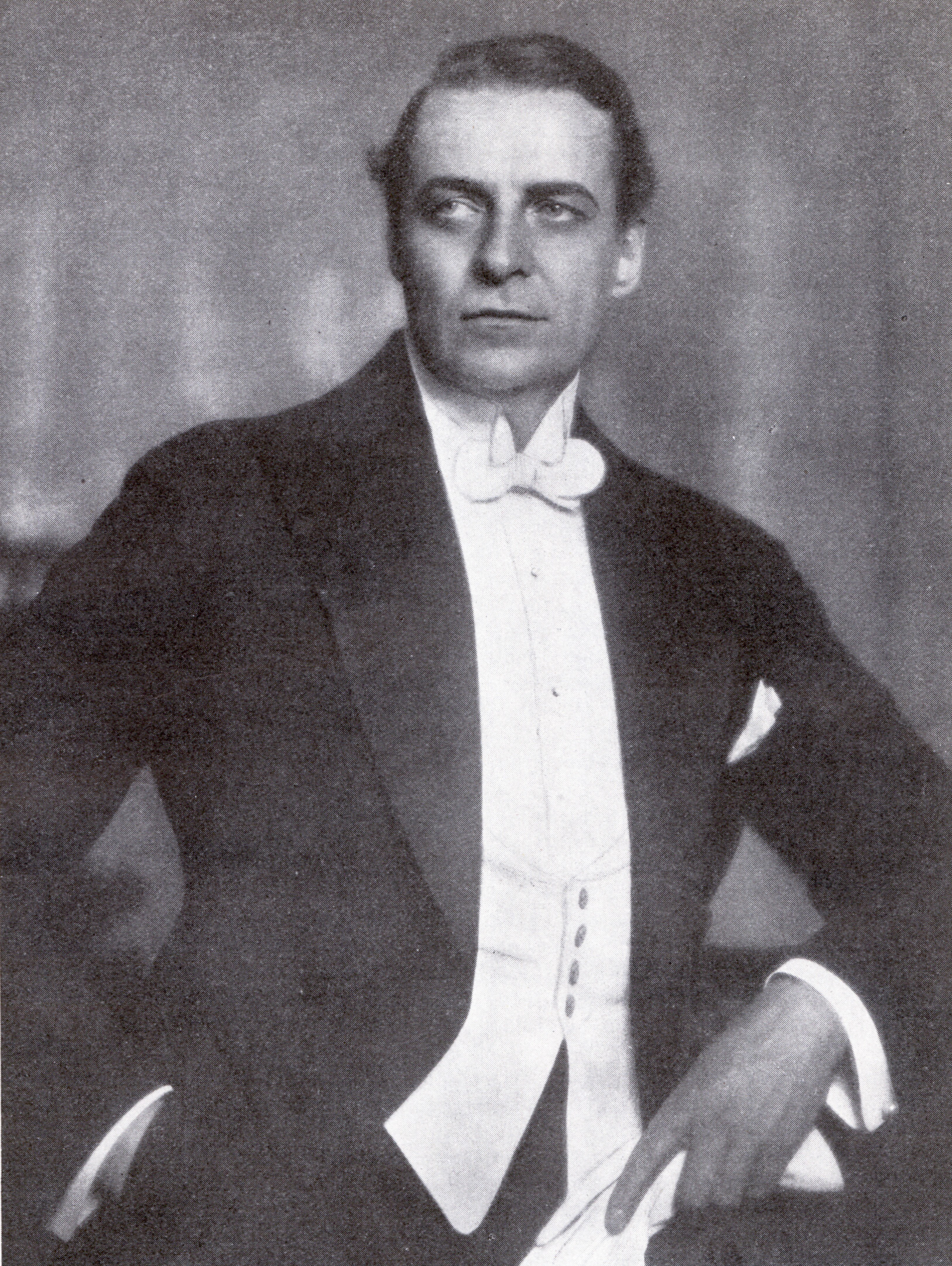
Gunnar Tolnæs. Foto i Scenen 1927.

Gunnar Tolnæs, född 7 februari 1879 i Kristiania, död 9 november 1940 i Oslo, var en norsk skådespelare.

## Biografi
Tolnæs scendebuterade 1906 och uppträdde under många år på olika norska teatrar och gästspelade även i grannländerna.
Hans filmdebut skedde 1914 i en svenskproducerad stumfilm och året därpå kom han till Nordisk Film i Danmark, där han efterträdde Valdemar Psilander som bolagets viktigaste stjärna. Han medverkade i 27 danska stumfilmer.

## Filmografi (urval)
- 1914 – Halvblod
- 1914 – Gatans barn
- 1914 – Bröderna
- 1915 – När konstnärer älska
- 1915 – En av de många
- 1917 – Livets gøglespil
- 1918 – Himmelsskeppet
- 1925 – Hennes lilla majestät

## Teater

### Roller (ej komplett)
| År   | Roll                   | Produktion                                                             | Regi            | Teater             |
| ---- | ---------------------- | ---------------------------------------------------------------------- | --------------- | ------------------ |
| 1931 | Lucien, greve d'Artois | En herre i frack (The Man in Dress Clothes) Seymour Hicks              | Oscar Tengström | Åbo Svenska Teater |
| 1936 | Furst Michail          | Tovaritch Jacques Deval                                                | Allan Ryding    | turné              |
| 1937 | Charles Popinot        | Ungdomen kommer med åren (Vintage Wine) Seymour Hicks och Ashley Dukes | Gunnar Tolnæs   | Vasateatern        |
| 1939 | Leon Jourdain          | Christian Yvan Noé                                                     | Martha Lundholm | Vasateatern        |

### Regi (ej komplett)
| År   | Produktion                            | Upphovsmän                     | Teater      |
| ---- | ------------------------------------- | ------------------------------ | ----------- |
| 1937 | Ungdomen kommer med åren Vintage Wine | Seymour Hicks och Ashley Dukes | Vasateatern |